# Condado de Barcelos

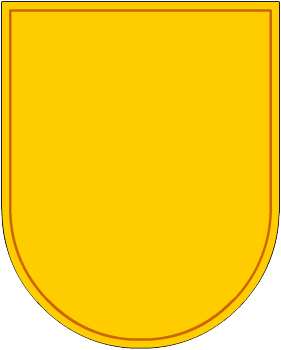
El escudo de armas de la familia Meneses, el primero en llevar el título de Conde de Barcelos.

El condado de Barcelos es un título nobiliario del Reino de Portugal, creado en 1298 por Dionisio I a favor de su primer titular, Juan Alfonso Téllez de Meneses, I conde de Barcelos.
Los que ostentaron este título fueron: 
1. Juan Alfonso Téllez de Meneses, I conde de Barcelos por carta otorgada en Santarém el 8 de mayo de 1298,[1] y IV señor de Alburquerque hijo de Rodrigo Anes de Meneses, III señor de Alburquerque, y nieto de Alfonso Téllez de Meneses, y de Teresa Martins de Soverosa, nieta de Gil Vázquez de Soverosa. Contrajo matrimonio con Teresa Sánchez,[1] hija bastarda del rey Sancho IV de Castilla y María de Meneses, señora de Ucero.
2. Martín Gil de Riba de Vizela (ca. 1260-1312), también llamado Martín Gil de Sousa, II conde de Barcelos, por carta datada el 15 de octubre de 1304 del rey Dionisio I de Portugal. Fue hijo de Martín Gil de Riba de Vizela y de Milia Andrés de Castro y esposo de Violante Sánchez, hija del primer conde de Barcelos.[2][3]
3. Pedro Alfonso de Portugal, III conde de Barcelos, hijo ilegítimo del rey Dionisio I de Portugal con Gracia de Froes.
4. Juan Alfonso Tello IV conde de Barcelos y I conde de Ourem, hijo de Alfonso Martínez Tello «el Raposo» y de Berenguela Lorenzo de Valladares.[4] Esposo de Guiomar López Pacheco, hija de Lope Fernández Pacheco
5. Alfonso Téllez de Meneses V conde de Barcelos por carta otorgada en 1372.  Hijo del IV conde de Barcelos, murió en vida de su padre sin haber dejado descendencia.[5]
6. Juan Alfonso Tello el Mozo (m. 1385 en la batalla de Aljubarrota), VI conde de Barcelos en 1382, alcalde mayor de Lisboa, almirante del reino de Portugal. Contrajo matrimonio con Beatriz de Alburquerque, hija ilegítima de Juan Alfonso de Alburquerque, privado del rey Pedro I de Castilla.[6]
7. Nuno Álvares Pereira, condestable de Portugal, VII conde de Barcelos y III de Ourem. Casado con Leonor de Alvim,[7] solamente una de sus hijas llegó a edad adulta, Beatriz Pereira de Alvim, esposa de Alfonso I de Braganza[8] que fue el siguiente titular.
8. Alfonso I de Braganza, VIII conde de Barcelos, casado con Beatriz, hija del condestable quien donó el condado a su hija.
9. Fernando I de Braganza, IX conde de Barcelos, hijo de Alfonso I de Braganza.